# Довгоногий батечко (фільм, 1919)
«Довгоногий батечко» (англ. Daddy-Long-Legs) — німа трагікомедія, екранізація однойменного роману Джин Вебстер. Прем'єра фільму відбулася 11 травня 1919 року. Режисер фільму, Маршалл Нілан, також зіграв в ньому невелику роль студента, залицяльника героїні Мері Пікфорд.

## Сюжет
Сирота Джуді Еббот виховується в злиденному притулку. Коли вона досягає підліткового віку, у неї з'являється опікун, який пропонує сплатити її навчання за умови, що вона ніколи не буде намагатися побачити його. Джуді зауважує лише його довгу тінь і про себе дає йому ім'я довгоногого батечка. У наступному році у неї з'являється два шанувальника — студент Джиммі і багач Джарвіс Пендлтон, дядько її однокласниці.
Дівчина відкидає залицяння і Джиммі (так як він занадто юний), і Джарвіса — вона хоч і закохана в останнього, але боїться, що той дізнається про її низьке походження. Потребуючи в раді, Джуді відправляє листа своєму таємничого опікуну, але не отримує відповіді. Тоді вона розшукує його і розуміє, що Джарвіс і є її довгоногий татко. У фіналі Джуді і Джарвіс пояснюються, після чого слід щасливе возз'єднання закоханих.

## У ролях
- Мері Пікфорд